# Rajd Dakar 2007

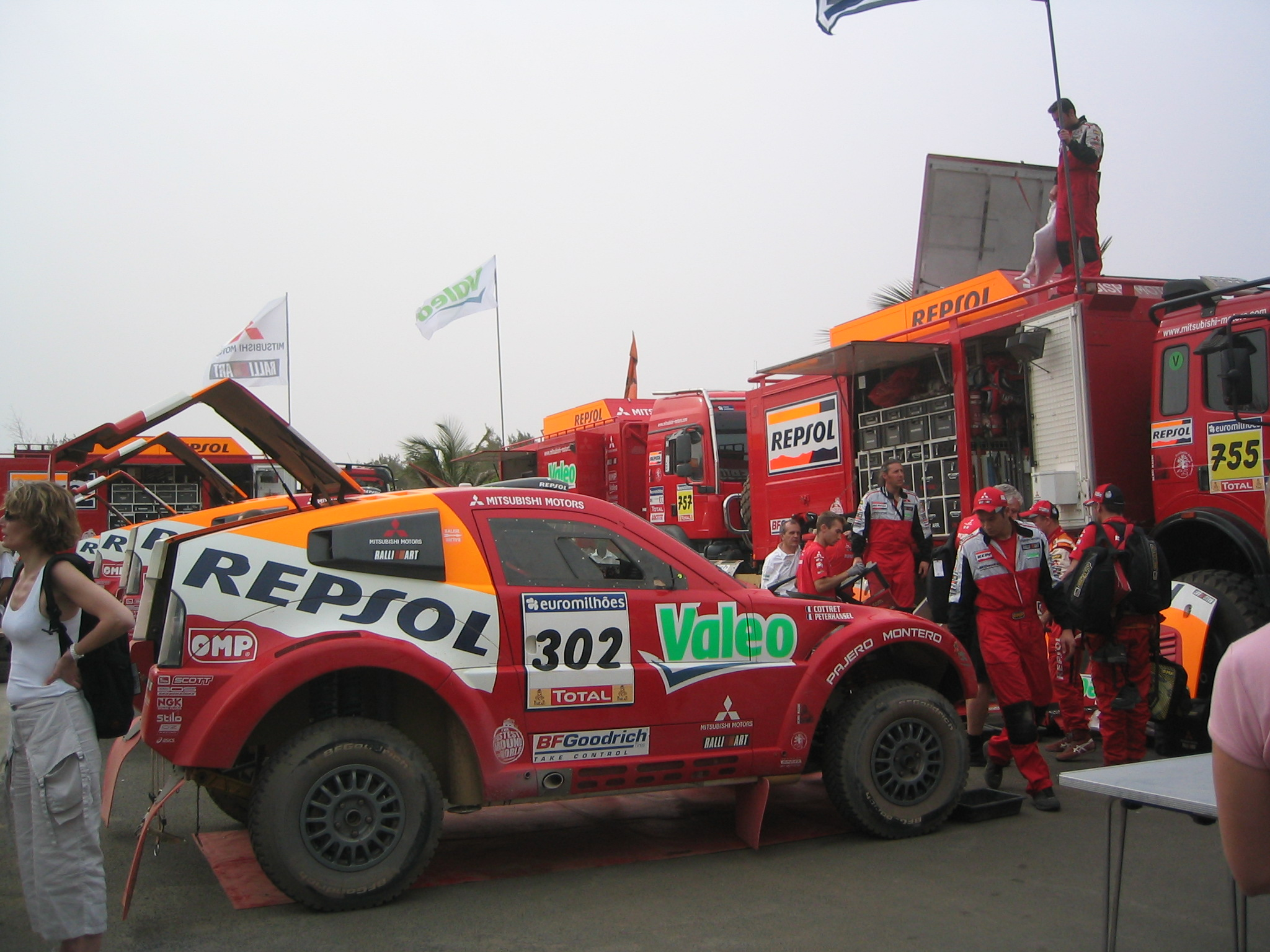
Auto zwycięzcy klasyfikacji generalnej w kategorii samochodów Stéphane Peterhansela

Rajd Dakar 2007 – dwudziesta dziewiąta edycja rajdu. Wystartował 6 stycznia 2007 z Lizbony. Zakończył się 21 stycznia w Dakarze.

## Uczestnicy
29. edycja była rekordowa pod względem liczby zawodników. Na trasę wyruszyło 525 zespołów z 42 różnych krajów. W tym 250 motocyklistów, 187 załóg samochodów i 88 ciężarówek. Listę zgłoszeń zamknięto już w czerwcu 2006.
38% spośród motocyklistów i 10% kierowców samochodów startowało po raz pierwszy. 40% jadących w rajdzie było w wieku pomiędzy 18 a 39 lat.
Ostatecznie rywalizację ukończyło 132 motocyklistów (52.8% startujących), 109 samochodów (58.3%) oraz 60 ciężarówek (68.2%).

### Polacy
Na trasę rajdu wystartowało 3 polskich motocyklistów, 3 załogi samochodowe oraz jedna ciężarówka. Polskę reprezentowały dwa zespoły:
- ORLEN Team, który wystawił Jacka Czachora i Marka Dąbrowskiego jadących na motocyklach KTM LC4 660 RALLY, oraz załogę samochodu Nissan Navara w składzie Krzysztof Hołowczyc wraz z belgijskim pilotem Jean-Marckiem Fortinem;
- Diverse Extreme Team, w którym jechały dwie załogi samochodów Land Rover EvoDakar w składach: Albert Gryszczuk wraz z pilotem Jarosławem Kazberukiem oraz Ernest Górecki i jego ojciec Robert Górecki, a także załoga ciężarówki Mercedes-Benz Unimog Grzegorz Baran wraz z pilotem Rafałem Martonem.

Oprócz zawodowców w rajdzie uczestniczył także amator Jarosław Cisak jadący motocyklem KTM 660 RALLY.
Z Polaków jako pierwszy odpadli z rywalizacji Góreccy. Na trasie 7. etapu Robert Górecki dostał wysokiej gorączki i wezwał helikopter, który zabrał go do szpitala. Jego syn Ernest po włączeniu GPS musiał wycofać się z rywalizacji.
8. etap był sądnym dniem dla wielu polskich uczestników rajdu. Z powodu awarii skrzyni biegów już na początku odcinka specjalnego wycofała się ekipa ciężarówki Mercedes-Benz Unimog. Był to także ostatni dzień rywalizacji dla motocyklisty Jarosława Cisaka, któremu na trasie odnowiła się kontuzja ręki. Zdołał on dojechać do mety lecz nie podjął rywalizacji w następnym etapie. Kłopotów nie uniknął także, zajmujący przed tym etapem wysoką 11. pozycję w klasyfikacji generalnej Krzysztof Hołowczyc. Na początku odcinka specjalnego najechał na kamień co spowodowało zniszczenie tylnego mostu. Naprawa samochodu, która zajęła kilka godzin, spowodowała znaczną stratę czasową załogi, a co za tym idzie utratę szans na wysoką pozycję w klasyfikacji generalnej. Groźny wypadek mieli również Albert Gryszczuk i Jarosław Kazberuk, których Land-Rover "dachował" na 30 km etapu. Jednak wszystko dobrze się skończyło i załoga mogła kontynuować zmagania.
18 stycznia na 12. etapie rajdu Jacek Czachor zajął 3. miejsce, a następnie, 20 stycznia, na 14. etapie był drugi, co jest najlepszym wynikiem jaki kiedykolwiek osiągnął Polak w historii rajdu.
Na 140 km 13. odcinka specjalnego samochód Krzysztofa Hołowczyca i Jean-Marca Fortin wpadł w dziurę na trasie, a następnie przekoziołkował, załoga z niegroźnymi obrażeniami została przewieziona śmigłowcem do punktu medycznego na mecie etapu, co było jednoznaczne z zakończeniem przez nich rywalizacji.

## Trasa
Trasa Dakaru 2007 składa się z 15 etapów, w tym 14 oesów. Całkowita długość trasy wynosi 7915 km, odcinków specjalnych 4309 km, a odcinków dojazdowych 3606 km. Po rozegraniu 7 etapów rajd miał dzień przerwy w Atarze w Mauretanii.
Impreza przebiegała przez 8 krajów: Portugalię, Hiszpanię, Maroko, Saharę Zachodnią, Mauretanię, Mali i Senegal.

## Etapy
| Etap  | Data        | Skąd                               | Dokąd                              | Dojazd.                            | OS                                 | Dojazd.                            | Całość                             |
| ----- | ----------- | ---------------------------------- | ---------------------------------- | ---------------------------------- | ---------------------------------- | ---------------------------------- | ---------------------------------- |
| 1     | 6 stycznia  | Lizbona                            | Portimão                           | 115 km                             | 117 km                             | 232 km                             | 464 km                             |
| 2     | 7 stycznia  | Portimão                           | Málaga                             | 15 km                              | 67 km                              | 463 km                             | 545 km                             |
| 3     | 8 stycznia  | An-Nadur (Nador)                   | Ar-Raszidija                       | 205 km                             | 252 km                             | 191 km                             | 648 km                             |
| 4     | 9 stycznia  | Ar-Raszidija                       | Warzazat                           | 96 km                              | 405 km                             | 178 km                             | 679 km                             |
| 5     | 10 stycznia | Warzazat                           | Tan-Tan                            | 164 km                             | 325 km                             | 279 km                             | 768 km                             |
| 6     | 11 stycznia | Tan-Tan                            | Zuwirat (Zuerat)                   | 414 km                             | 394 km                             | 9 km                               | 817 km                             |
| 7     | 12 stycznia | Zuwirat (Zuerat)                   | Atar                               | 4 km                               | 542 km                             | 34 km                              | 580 km                             |
|       | 13 stycznia | Dzień przerwy w Atâr, w Mauretanii | Dzień przerwy w Atâr, w Mauretanii | Dzień przerwy w Atâr, w Mauretanii | Dzień przerwy w Atâr, w Mauretanii | Dzień przerwy w Atâr, w Mauretanii | Dzień przerwy w Atâr, w Mauretanii |
| 8     | 14 stycznia | Atar                               | Tiszit                             | 35 km                              | 589 km                             | 2 km                               | 626 km                             |
| 9     | 15 stycznia | Tiszit                             | An-Nama                            | -                                  | 494 km                             | 3km                                | 497 km                             |
| 10    | 16 stycznia | An-Nama                            | An-Nama                            | 10 km                              | 366 km                             | 24 km                              | 400 km                             |
| 11    | 17 stycznia | An-Nama                            | Ujun al-Atrus                      | 280 km                             | -                                  | -                                  | 280 km                             |
| 12    | 18 stycznia | Ujun al-Atrus                      | Kayes                              | 110 km                             | 257 km                             | 117 km                             | 484 km                             |
| 13    | 19 stycznia | Kayes                              | Tambacounda                        | 180 km                             | 260 km                             | 18 km                              | 458 km                             |
| 14    | 20 stycznia | Tambacounda                        | Dakar                              | 124 km                             | 225 km                             | 227 km                             | 576 km                             |
| 15    | 21 stycznia | Dakar                              | Dakar                              | 36 km                              | 16 km                              | 41 km                              | 93 km                              |
| Razem | Razem       | 1788 km                            | 1788 km                            | 1788 km                            | 4309 km                            | 1818 km                            | 7915 km                            |

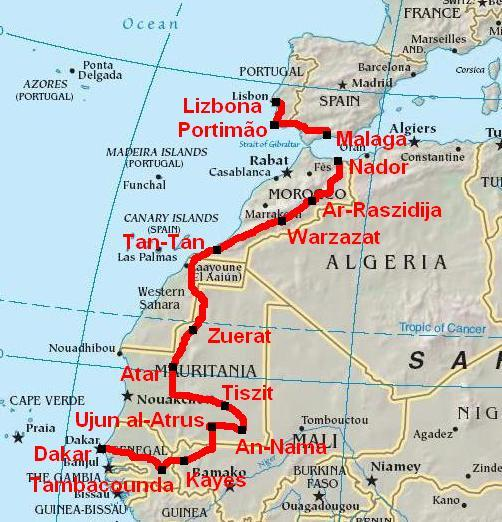
Przybliżona trasa rajdu

Trasa 7 odcinka specjalnego została skrócona do 407,6 km z powodu bardzo niekorzystnych warunków pogodowych.

## Wyniki etapów

### Motocykle
| Miejsce | Wyniki odcinka specjalnego | Wyniki odcinka specjalnego | Wyniki odcinka specjalnego | Wyniki odcinka specjalnego |  | Klasyfikacja generalna po 1. etapie | Klasyfikacja generalna po 1. etapie | Klasyfikacja generalna po 1. etapie | Klasyfikacja generalna po 1. etapie |
| ------- | -------------------------- | -------------------------- | -------------------------- | -------------------------- |  | ----------------------------------- | ----------------------------------- | ----------------------------------- | ----------------------------------- |
| Miejsce | Zawodnik                   | Marka                      | Czas                       | Strata                     |  | Zawodnik                            | Marka                               | Czas                                | Strata                              |
| 1       | Ruben Faria                | Yamaha                     | 01:22:07                   | 00:00:00                   |  | Ruben Faria                         | Yamaha                              | 01:22:07                            | 00:00:00                            |
| 2       | Helder Rodrigues           | Yamaha                     | 01:22:23                   | 00:00:16                   |  | Helder Rodrigues                    | Yamaha                              | 01:22:23                            | 00:00:16                            |
| 3       | Isidre Esteve Pujol        | KTM                        | 01:27:07                   | 00:05:00                   |  | Isidre Esteve Pujol                 | KTM                                 | 01:27:07                            | 00:05:00                            |

| Miejsce | Wyniki odcinka specjalnego | Wyniki odcinka specjalnego | Wyniki odcinka specjalnego | Wyniki odcinka specjalnego |  | Klasyfikacja generalna po 2. etapie | Klasyfikacja generalna po 2. etapie | Klasyfikacja generalna po 2. etapie | Klasyfikacja generalna po 2. etapie |
| ------- | -------------------------- | -------------------------- | -------------------------- | -------------------------- |  | ----------------------------------- | ----------------------------------- | ----------------------------------- | ----------------------------------- |
| Miejsce | Zawodnik                   | Marka                      | Czas                       | Strata                     |  | Zawodnik                            | Marka                               | Czas                                | Strata                              |
| 1       | Helder Rodrigues           | Yamaha                     | 01:02:44                   | 00:00:00                   |  | Helder Rodrigues                    | Yamaha                              | 02:25:07                            | 00:00:00                            |
| 2       | Ruben Faria                | Yamaha                     | 01:03:47                   | 00:01:03                   |  | Ruben Faria                         | Yamaha                              | 02:25:54                            | 00:00:47                            |
| 3       | Isidre Esteve Pujol        | KTM                        | 01:04:29                   | 00:01:45                   |  | Isidre Esteve Pujol                 | KTM                                 | 02:31:36                            | 00:06:29                            |

| Miejsce | Wyniki odcinka specjalnego | Wyniki odcinka specjalnego | Wyniki odcinka specjalnego | Wyniki odcinka specjalnego |  | Klasyfikacja generalna po 3. etapie | Klasyfikacja generalna po 3. etapie | Klasyfikacja generalna po 3. etapie | Klasyfikacja generalna po 3. etapie |
| ------- | -------------------------- | -------------------------- | -------------------------- | -------------------------- |  | ----------------------------------- | ----------------------------------- | ----------------------------------- | ----------------------------------- |
| Miejsce | Zawodnik                   | Marka                      | Czas                       | Strata                     |  | Zawodnik                            | Marka                               | Czas                                | Strata                              |
| 1       | Marc Coma                  | KTM                        | 03:07:39                   | 00:00:00                   |  | Isidre Esteve Pujol                 | KTM                                 | 05:42:12                            | 00:00:00                            |
| 2       | Chris Blais                | KTM                        | 03:08:35                   | 00:00:56                   |  | Marc Coma                           | KTM                                 | 05:42:38                            | 00:00:26                            |
| 3       | Isidre Esteve Pujol        | KTM                        | 03:10:36                   | 00:02:57                   |  | David Casteu                        | KTM                                 | 05:43:15                            | 00:01:03                            |

| Miejsce | Wyniki odcinka specjalnego | Wyniki odcinka specjalnego | Wyniki odcinka specjalnego | Wyniki odcinka specjalnego |  | Klasyfikacja generalna po 4. etapie | Klasyfikacja generalna po 4. etapie | Klasyfikacja generalna po 4. etapie | Klasyfikacja generalna po 4. etapie |
| ------- | -------------------------- | -------------------------- | -------------------------- | -------------------------- |  | ----------------------------------- | ----------------------------------- | ----------------------------------- | ----------------------------------- |
| Miejsce | Zawodnik                   | Marka                      | Czas                       | Strata                     |  | Zawodnik                            | Marka                               | Czas                                | Strata                              |
| 1       | Marc Coma                  | KTM                        | 04:27:54                   | 00:00:00                   |  | Marc Coma                           | KTM                                 | 10:10:32                            | 00:00:00                            |
| 2       | Isidre Esteve Pujol        | KTM                        | 04:40:10                   | 00:12:16                   |  | Isidre Esteve Pujol                 | KTM                                 | 10:22:22                            | 00:11:50                            |
| 3       | Cyril Despres              | KTM                        | 04:46:50                   | 00:18:56                   |  | David Casteu                        | KTM                                 | 10:34:52                            | 00:24:20                            |

| Miejsce | Wyniki odcinka specjalnego | Wyniki odcinka specjalnego | Wyniki odcinka specjalnego | Wyniki odcinka specjalnego |  | Klasyfikacja generalna po 5. etapie | Klasyfikacja generalna po 5. etapie | Klasyfikacja generalna po 5. etapie | Klasyfikacja generalna po 5. etapie |
| ------- | -------------------------- | -------------------------- | -------------------------- | -------------------------- |  | ----------------------------------- | ----------------------------------- | ----------------------------------- | ----------------------------------- |
| Miejsce | Zawodnik                   | Marka                      | Czas                       | Strata                     |  | Zawodnik                            | Marka                               | Czas                                | Strata                              |
| 1       | Isidre Esteve Pujol        | KTM                        | 03:56:22                   | 00:00:00                   |  | Marc Coma                           | KTM                                 | 14:08:48                            | 00:00:00                            |
| 2       | Marc Coma                  | KTM                        | 03:58:16                   | 00:01:54                   |  | Isidre Esteve Pujol                 | KTM                                 | 14:18:44                            | 00:09:56                            |
| 3       | Cyril Despres              | KTM                        | 04:01:24                   | 00:05:02                   |  | David Casteu                        | KTM                                 | 14:46:29                            | 00:37:41                            |

| Miejsce | Wyniki odcinka specjalnego | Wyniki odcinka specjalnego | Wyniki odcinka specjalnego | Wyniki odcinka specjalnego |  | Klasyfikacja generalna po 6. etapie | Klasyfikacja generalna po 6. etapie | Klasyfikacja generalna po 6. etapie | Klasyfikacja generalna po 6. etapie |
| ------- | -------------------------- | -------------------------- | -------------------------- | -------------------------- |  | ----------------------------------- | ----------------------------------- | ----------------------------------- | ----------------------------------- |
| Miejsce | Zawodnik                   | Marka                      | Czas                       | Strata                     |  | Zawodnik                            | Marka                               | Czas                                | Strata                              |
| 1       | Jordi Viladoms             | KTM                        | 03:45:45                   | 00:00:00                   |  | Marc Coma                           | KTM                                 | 17:55:30                            | 00:00:00                            |
| 2       | Marc Coma                  | KTM                        | 03:46:42                   | 00:00:57                   |  | Isidre Esteve Pujol                 | KTM                                 | 18:07:37                            | 00:12:07                            |
| 3       | Chris Blais                | KTM                        | 04:01:24                   | 00:05:02                   |  | David Casteu                        | KTM                                 | 18:40:09                            | 00:44:39                            |

| Miejsce | Wyniki odcinka specjalnego | Wyniki odcinka specjalnego | Wyniki odcinka specjalnego | Wyniki odcinka specjalnego |  | Klasyfikacja generalna po 7. etapie | Klasyfikacja generalna po 7. etapie | Klasyfikacja generalna po 7. etapie | Klasyfikacja generalna po 7. etapie |
| ------- | -------------------------- | -------------------------- | -------------------------- | -------------------------- |  | ----------------------------------- | ----------------------------------- | ----------------------------------- | ----------------------------------- |
| Miejsce | Zawodnik                   | Marka                      | Czas                       | Strata                     |  | Zawodnik                            | Marka                               | Czas                                | Strata                              |
| 1       | Cyril Despres              | KTM                        | 04:30:42                   | 00:00:00                   |  | Marc Coma                           | KTM                                 | 22:38:34                            | 00:00:00                            |
| 2       | Pål Anders Ullevålseter    | KTM                        | 04:33:28                   | 00:02:46                   |  | Isidre Esteve Pujol                 | KTM                                 | 22:49:21                            | 00:10:47                            |
| 3       | David Casteu               | KTM                        | 04:35:18                   | 00:04:36                   |  | David Casteu                        | KTM                                 | 23:15:27                            | 00:36:53                            |

| Miejsce | Wyniki odcinka specjalnego | Wyniki odcinka specjalnego | Wyniki odcinka specjalnego | Wyniki odcinka specjalnego |  | Klasyfikacja generalna po 8. etapie | Klasyfikacja generalna po 8. etapie | Klasyfikacja generalna po 8. etapie | Klasyfikacja generalna po 8. etapie |
| ------- | -------------------------- | -------------------------- | -------------------------- | -------------------------- |  | ----------------------------------- | ----------------------------------- | ----------------------------------- | ----------------------------------- |
| Miejsce | Zawodnik                   | Marka                      | Czas                       | Strata                     |  | Zawodnik                            | Marka                               | Czas                                | Strata                              |
| 1       | Marc Coma                  | KTM                        | 07:46:13                   | 00:00:00                   |  | Marc Coma                           | KTM                                 | 30:24:47                            | 00:00:00                            |
| 2       | Cyril Despres              | KTM                        | 07:56:15                   | 00:10:02                   |  | Cyril Despres                       | KTM                                 | 31:19:45                            | 00:54:58                            |
| 3       | Pål Anders Ullevålseter    | KTM                        | 08:10:13                   | 00:24:00                   |  | David Casteu                        | KTM                                 | 31:28:02                            | 01:03:15                            |

| Miejsce | Wyniki odcinka specjalnego | Wyniki odcinka specjalnego | Wyniki odcinka specjalnego | Wyniki odcinka specjalnego |  | Klasyfikacja generalna po 9. etapie | Klasyfikacja generalna po 9. etapie | Klasyfikacja generalna po 9. etapie | Klasyfikacja generalna po 9. etapie |
| ------- | -------------------------- | -------------------------- | -------------------------- | -------------------------- |  | ----------------------------------- | ----------------------------------- | ----------------------------------- | ----------------------------------- |
| Miejsce | Zawodnik                   | Marka                      | Czas                       | Strata                     |  | Zawodnik                            | Marka                               | Czas                                | Strata                              |
| 1       | Janis Vinters              | KTM                        | 06:08:51                   | 00:00:00                   |  | Marc Coma                           | KTM                                 | 36:41:31                            | 00:00:00                            |
| 2       | Cyril Despres              | KTM                        | 06:16:22                   | 00:07:31                   |  | Cyril Despres                       | KTM                                 | 37:36:07                            | 00:54:36                            |
| 3       | Marc Coma                  | KTM                        | 06:16:44                   | 00:07:53                   |  | David Casteu                        | KTM                                 | 37:52:46                            | 01:11:15                            |

| Miejsce | Wyniki odcinka specjalnego | Wyniki odcinka specjalnego | Wyniki odcinka specjalnego | Wyniki odcinka specjalnego |  | Klasyfikacja generalna po 10. etapie | Klasyfikacja generalna po 10. etapie | Klasyfikacja generalna po 10. etapie | Klasyfikacja generalna po 10. etapie |
| ------- | -------------------------- | -------------------------- | -------------------------- | -------------------------- |  | ------------------------------------ | ------------------------------------ | ------------------------------------ | ------------------------------------ |
| Miejsce | Zawodnik                   | Marka                      | Czas                       | Strata                     |  | Zawodnik                             | Marka                                | Czas                                 | Strata                               |
| 1       | Helder Rodrigues           | Yamaha                     | 04:12:55                   | 00:00:00                   |  | Marc Coma                            | KTM                                  | 40:55:10                             | 00:00:00                             |
| 2       | Marc Coma                  | KTM                        | 04:13:39                   | 00:00:44                   |  | Cyril Despres                        | KTM                                  | 41:49:53                             | 00:54:43                             |
| 3       | Cyril Despres              | KTM                        | 04:13:46                   | 00:00:51                   |  | David Casteu                         | KTM                                  | 42:10:22                             | 01:15:12                             |

| Nie rozegrano odcinka specjalnego. Nie zmieniła się klasyfikacja generalna. |
| --------------------------------------------------------------------------- |

| Miejsce | Wyniki odcinka specjalnego | Wyniki odcinka specjalnego | Wyniki odcinka specjalnego | Wyniki odcinka specjalnego |  | Klasyfikacja generalna po 12. etapie | Klasyfikacja generalna po 12. etapie | Klasyfikacja generalna po 12. etapie | Klasyfikacja generalna po 12. etapie |
| ------- | -------------------------- | -------------------------- | -------------------------- | -------------------------- |  | ------------------------------------ | ------------------------------------ | ------------------------------------ | ------------------------------------ |
| Miejsce | Zawodnik                   | Marka                      | Czas                       | Strata                     |  | Zawodnik                             | Marka                                | Czas                                 | Strata                               |
| 1       | Isidre Esteve Pujol        | KTM                        | 03:34:46                   | 00:00:00                   |  | Marc Coma                            | KTM                                  | 44:47:16                             | 00:00:00                             |
| 2       | Paulo Goncalves            | KTM                        | 03:37:49                   | 00:03:03                   |  | Cyril Despres                        | KTM                                  | 45:40:04                             | 00:52:48                             |
| 3       | Jacek Czachor              | KTM                        | 03:38:50                   | 00:04:04                   |  | David Casteu                         | KTM                                  | 45:57:29                             | 01:10:13                             |

| Miejsce | Wyniki odcinka specjalnego | Wyniki odcinka specjalnego | Wyniki odcinka specjalnego | Wyniki odcinka specjalnego |  | Klasyfikacja generalna po 13. etapie | Klasyfikacja generalna po 13. etapie | Klasyfikacja generalna po 13. etapie | Klasyfikacja generalna po 13. etapie |
| ------- | -------------------------- | -------------------------- | -------------------------- | -------------------------- |  | ------------------------------------ | ------------------------------------ | ------------------------------------ | ------------------------------------ |
| Miejsce | Zawodnik                   | Marka                      | Czas                       | Strata                     |  | Zawodnik                             | Marka                                | Czas                                 | Strata                               |
| 1       | Cyril Despres              | KTM                        | 03:00:56                   | 00:00:00                   |  | Cyril Despres                        | KTM                                  | 48:41:00                             | 00:00:00                             |
| 2       | Chris Blais                | KTM                        | 03:07:03                   | 00:06:07                   |  | David Casteu                         | KTM                                  | 49:13:56                             | 00:32:56                             |
| 3       | Michel Marchini            | Yamaha                     | 03:11:21                   | 00:10:25                   |  | Chris Blais                          | KTM                                  | 49:35:52                             | 00:54:52                             |

Na tym etapie wypadki mieli prowadzący po 12. etapie  Marc Coma i zajmujący 6. miejsce  Isidre Esteve Pujol. Obaj musieli wycofać się z rywalizacji.
| Miejsce | Wyniki odcinka specjalnego | Wyniki odcinka specjalnego | Wyniki odcinka specjalnego | Wyniki odcinka specjalnego |  | Klasyfikacja generalna po 14. etapie | Klasyfikacja generalna po 14. etapie | Klasyfikacja generalna po 14. etapie | Klasyfikacja generalna po 14. etapie |
| ------- | -------------------------- | -------------------------- | -------------------------- | -------------------------- |  | ------------------------------------ | ------------------------------------ | ------------------------------------ | ------------------------------------ |
| Miejsce | Zawodnik                   | Marka                      | Czas                       | Strata                     |  | Zawodnik                             | Marka                                | Czas                                 | Strata                               |
| 1       | Jean de Azevedo            | KTM                        | 02:37:46                   | 00:00:00                   |  | Cyril Despres                        | KTM                                  | 51:25:49                             | 00:00:00                             |
| 2       | Jacek Czachor              | KTM                        | 02:39:51                   | 00:02:05                   |  | David Casteu                         | KTM                                  | 52:01:58                             | 00:36:09                             |
| 3       | Janis Vinters              | KTM                        | 02:42:51                   | 00:05:05                   |  | Chris Blais                          | KTM                                  | 52:18:50                             | 00:53:01                             |

| Miejsce | Wyniki odcinka specjalnego | Wyniki odcinka specjalnego | Wyniki odcinka specjalnego | Wyniki odcinka specjalnego |  | Klasyfikacja generalna po 15. etapie | Klasyfikacja generalna po 15. etapie | Klasyfikacja generalna po 15. etapie | Klasyfikacja generalna po 15. etapie |
| ------- | -------------------------- | -------------------------- | -------------------------- | -------------------------- |  | ------------------------------------ | ------------------------------------ | ------------------------------------ | ------------------------------------ |
| Miejsce | Zawodnik                   | Marka                      | Czas                       | Strata                     |  | Zawodnik                             | Marka                                | Czas                                 | Strata                               |
| 1       | Janis Vinters              | KTM                        | 00:08:42                   | 00:00:00                   |  | Cyril Despres                        | KTM                                  | 51:36:53                             | 00:00:00                             |
| 2       | Pål Anders Ullevålseter    | KTM                        | 00:08:49                   | 00:00:07                   |  | David Casteu                         | KTM                                  | 52:11:12                             | 00:34:19                             |
| 3       | Helder Rodrigues           | Yamaha                     | 00:09:07                   | 00:00:25                   |  | Chris Blais                          | KTM                                  | 52:28:59                             | 00:52:06                             |

## Klasyfikacja końcowa

### Motory
| Pozycja | Nr  | Kierowca                | Motor           | Czas     |
| ------- | --- | ----------------------- | --------------- | -------- |
| 1       | 002 | Cyril Despres           | KTM 690 Rally   | 51:36:53 |
| 2       | 008 | David Casteu            | KTM 690 Rally   | 52:11:12 |
| 3       | 009 | Chris Blais             | KTM 660 Rally   | 52:28:59 |
| 4       | 006 | Pål Anders Ullevålseter | KTM 660 Rally   | 53:14:50 |
| 5       | 010 | Helder Rodrigues        | Yamaha 450 WRF  | 54:07:34 |
| 6       | 023 | Janis Vinters           | KTM 660 Rally   | 54:21:14 |
| 7       | 020 | Michel Marchini         | Yamaha 450 WRF  | 54:37:20 |
| 8       | 085 | Thierry Bethys          | Honda 450 CRF X | 55:03:26 |
| 9       | 103 | Jaroslav Katriňák       | KTM 660 Rally   | 55:17:03 |
| 10      | 016 | Jacek Czachor           | KTM 660 Rally   | 56:00:57 |

### Samochody
| Pozycja | Nr  | Kierowca             | Pilot             | Samochód                  | Czas     |
| ------- | --- | -------------------- | ----------------- | ------------------------- | -------- |
| 1       | 302 | Stéphane Peterhansel | Jean-Paul Cottret | Mitsubishi Pajero         | 45:53:37 |
| 2       | 300 | Luc Alphand          | Gilles Picard     | Mitsubishi Pajero         | 46:01:03 |
| 3       | 310 | Jean-Louis Schlesser | Arnaud Debron     | Schlesser-Ford            | 47:27:34 |
| 4       | 305 | Mark Miller          | Ralph Pitchford   | Volkswagen Race Touareg 2 | 48:03:53 |
| 5       | 306 | Hiroshi Masuoka      | Pascal Maimon     | Mitsubishi Pajero         | 48:38:08 |
| 6       | 309 | Nasser Al-Attiyah    | Alain Guehennec   | BMW X3 CC                 | 49:25:36 |
| 7       | 313 | Carlos Sousa         | Andreas Schulz    | Volkswagen Touareg 2      | 51:04:31 |
| 8       | 320 | Robby Gordon         | Andy Grider       | Hummer H3                 | 52:57:44 |
| 9       | 303 | Carlos Sainz         | Michel Perin      | Volkswagen Race Touareg 2 | 53:19:22 |
| 10      | 318 | Stephane Henrard     | Brigitte Becue    | Volkswagen Buggy          | 54:22:06 |

### Ciężarówki
| Pozycja | Nr  | Kierowca           | Piloci                               | Samochód             | Czas     |
| ------- | --- | ------------------ | ------------------------------------ | -------------------- | -------- |
| 1       | 501 | Hans Stacey        | Charly Gotlib Bernard der Kinderen   | MAN TGA              | 54:03:05 |
| 2       | 527 | Ilgizar Mardeev    | Aydar Belyaev Eduard Nikolaev        | Kamaz 4911           | 57:13:57 |
| 3       | 512 | Aleš Loprais       | Petr Gilar                           | Tatra T815           | 58:48:35 |
| 4       | 513 | Wulfert van Ginkel | Willem Tijsterman Richard de Rooy    | GINAF X 2222         | 58:54:15 |
| 5       | 503 | Andre de Azevedo   | Maykel Justo Jaromír Martinec        | Tatra T815           | 59:19:02 |
| 6       | 508 | Philippe Jacquot   | Willy Alcaraz Toon van Genugten      | MAN                  | 60:03:32 |
| 7       | 505 | Sergey Reshetnikov | Andrey Mokeev Eduard Kupriyanov      | Kamaz 4911           | 61:50:47 |
| 8       | 530 | Arjan Brouwer      | Simon Koetsier Gerard van Veenendaal | GINAF X 2222         | 62:30:31 |
| 9       | 507 | Teruhito Sugawara  | Seiichi Suzuki Akira Koishizawa      | Hino Ranger - Pro FT | 65:05:47 |
| 10      | 516 | Franz Echter       | Detlef Ruf Edwin van Dooren          | MAN TGA              | 65:13:08 |

## Ofiary śmiertelne
- 9 stycznia na trasie 4. etapu zginął, debiutujący w Dakarze, 29-letni motocyklista z RPA Emer Symons. Zajmował on 18 pozycję w klasyfikacji generalnej po 3. etapie.
- 20 stycznia podczas 14. etapu tuż przed metą zmarł na atak serca francuski motocyklista Eric Aubijou. Była to 48. ofiara śmiertelna w historii Rajdu Dakar.